# Zombory Éva
Zombory Éva (Aknaszlatina (Csehszlovákia), 1927. december 13. – Budapest, 1998. augusztus 9.) magyar alkalmazott grafikus, bélyegtervező, Munkácsy-díjas.

## Életpályája
1945 és 1947 között a  Pázmány Péter Tudományegyetem orvosi karára járt, majd 1947 és 1948 között a  Magyar Iparművészeti Főiskola hallgatója volt. 1960-tól haláláig főként bélyegtervezéssel foglalkozott. 
A Magyar Postatól rendszeresen kapott munkát különböző alkalmi– és bélyegsorozatok elkészítésére.  

## Díjai, elismerései
- Az év legszebb bélyege (1964, 1968, 1971)
- Munkácsy-díj (1981)

## Főbb bélyegtervei
- 1960 - Mese (II) (sorozatból 40, 80 fill. és 1,70 Ft)
- 1963 - Vöröskereszt (VI) (sorozat, 7 érték)
- 1963 - Újév 1964 (sorozat, 8 érték)
- 1965 - Mese (III) (sorozatból 20 fill., 1 Ft, 3 Ft)
- 1964 - Halasi csipke (II) (sorozat, 8 érték, Füle Mihállyal
- 1968 - Macskák (sorozat, 8 érték)
- 1969 - Bélyegnap (sorozat, 4 érték)
- 1969 - Bélyegnap (blokk)
- 1970 - Bélyegnap (sorozat, 4 érték)
- 1970 - Bélyegnap (blokk)
- 1971 - Budapest 1971 (I) (sorozat, 4 érték, Füle Mihállyal)
- 1971 - Budapest 1971 (I) (blokk, Füle Mihállyal)
- 1972 - Belgica '72 (blokk)
- 1972 - Bélyegnap (sorozat, 4 érték)
- 1972 - Bélyegnap (blokk)
- 1973 - Magyar Nemzeti Múzeum régi magyar ékszerei (sorozat, 4 érték)
- 1973 - Magyar Nemzeti Múzeum régi magyar ékszerei (blokk)
- 1975 - Környezetvédelem (sorozat, 7 érték)
- 1977 - Bélyegnap (sorozat, 4 érték)
- 1977 - Bélyegnap (blokk)
- 1979 - A Magyar Tanácsköztársaság kikiáltásának 60. évfordulója (emlékbélyeg)
- 1980 - Bélyegnap (sorozat, 3 érték)
- 1980 - Bélyegnap (blokk9
- 1981 - Bélyegnap (blokk)
- 1981 - Bélyegnap (sorozat, 2 érték9
- 1982 - Rózsák (sorozat, 7 érték)
- 1982 - Rózsák (blokk)
- 1984 - Lepkék (sorozat, 7 érték)
- 1985 - 350 éves az Eötvös Loránd Tudományegyetem (szelvényes emlékbélyeg)
- 1985 - Bélyegnap (sorozat, 2 érték)
- 1985 - Liliomfélék (sorozat, 7 érték)
- 1986 - Ameripex (blokk)
- 1987 - Orchideák (sorozat, 6 érték)
- 1987 - Orchideák (blokk)
- 1989 - Virágkötészet (sorozat, 5 érték)
- 1989 - Lebontott vasfüggöny (emlékbélyeg, 5 Ft)
- 1990 - Földrészek virágai (Afrika) (sorozat,64 érték)
- 1990 - Földrészek virágai (Afrika) (blokk)
- 1991 - Földrészek virágai (Amerika) (sorozat, 5 érték)
- 1991 - Földrészek virágai (Amerika) (blokk)
- 1992 - Földrészek virágai (Ausztrália) (sorozat, 4 érték)
- 1992 - Földrészek virágai (Ausztrália) (blokk)
- 1993 - Földrészek virágai (Ázsia) (sorozat, 4 érték)
- 1993 - Földrészek virágai (Ázsia) (blokk)

## Egyéni kiállításai
- 1972 • Tokaj • Miskolc
- 1975 • Budapest • Hajdúszoboszló • Hajdúnánás
- 1975 • Assiago (OL) • Sopron
- 1978 • Pécs
- 1981 • Nizza
- 1988 • Székesfehérvár
- 1995 • Bélyegmúzeum (életmű-kiállítás)
- 1996 • American-Hungarian Foundation, New Brunswick (USA).

## Művei közgyűjteményekben
- Magyar bélyegmúzeum